# Бельтирское сельское поселение
Бельтирское се́льское поселе́ние — муниципальное образование в Кош-Агачском муниципальном районе Республики Алтай Российской Федерации.
Административный центр — село Новый Бельтир.

## История
Статус и границы сельского поселения установлены Законом Республики Алтай от 13 января 2005 года № 10-РЗ «Об образовании муниципальных образований, наделении соответствующим статусом и установлении их границ».

## Население
| 2010  | 2011  | 2012  | 2013  | 2014  | 2015  | 2016  | 2017  | 2018  |
| ----- | ----- | ----- | ----- | ----- | ----- | ----- | ----- | ----- |
| 1267  | ↗1271 | ↗1282 | ↗1302 | ↗1313 | ↘1304 | ↗1325 | ↘1324 | ↗1336 |
| 2019  | 2020  | 2021  |       |       |       |       |       |       |
| ↗1349 | ↗1361 | ↗1643 |       |       |       |       |       |       |

## Состав сельского поселения
| № | Населённый пункт | Тип населённого пункта       | Население |
| - | ---------------- | ---------------------------- | --------- |
| 1 | Новый Бельтир    | село, административный центр | ↗1248     |
| 2 | Бельтир          | село                         | ↘77       |